# Messier 88
Messier 88 (còn gọi là M88 hay NGC 4501) là thiên hà xoắn ốc nằm cách hệ Mặt Trời khoảng 60 triệu năm ánh sáng trong chòm sao Hậu Phát. Charles Messier phát hiện ra nó vào ngày 18 tháng 3 năm 1781. Ông miêu tả nó là "tinh vân không có sao", một trong những thiên thể mờ nhất". Lord Rosse nhận ra nó có cấu trúc xoắn ốc (1850) và liệt kê vào danh sách 14 tinh vân xoắn ốc.

## Đặc điểm

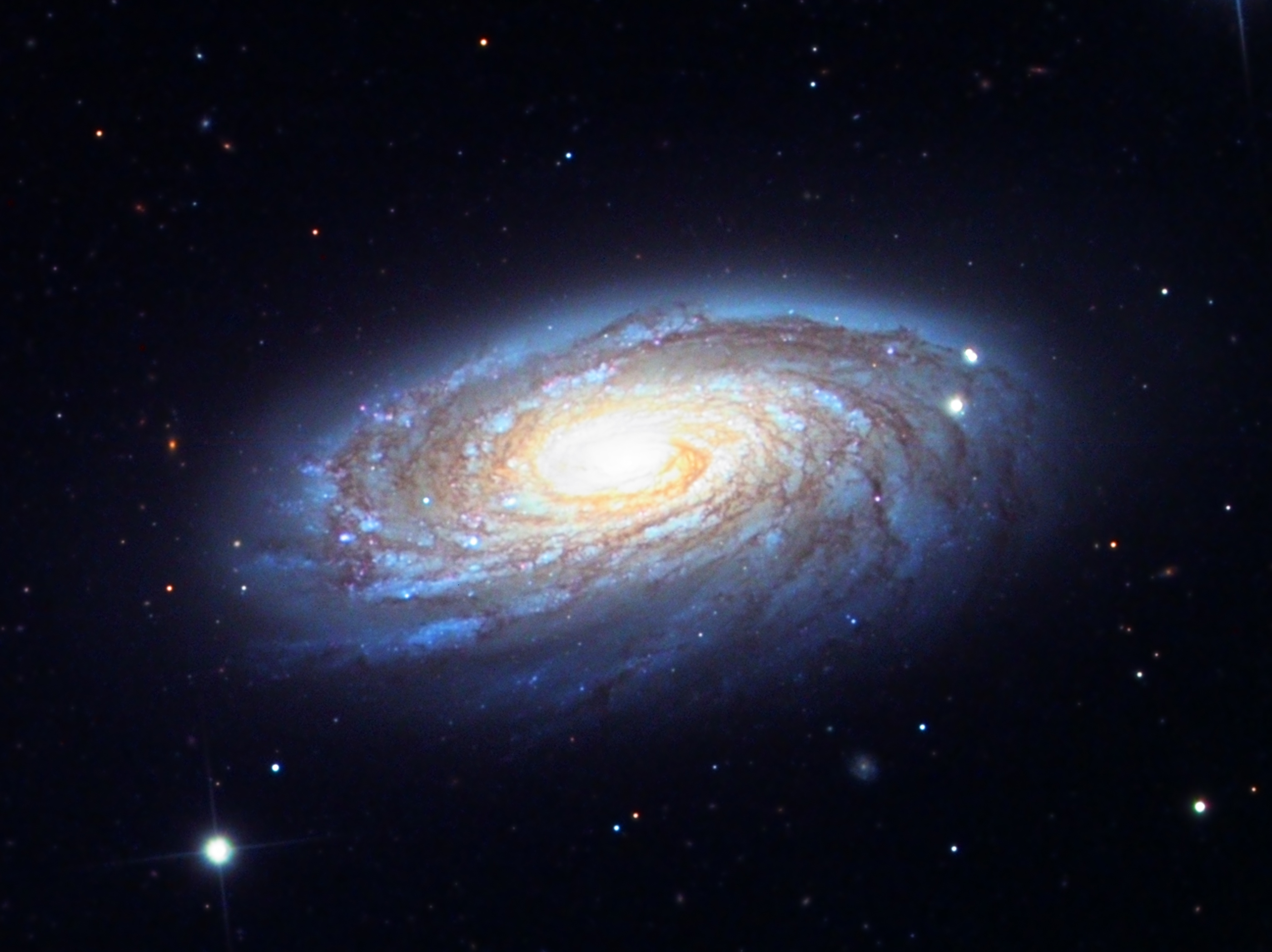
Messier 88, chụp bằng kính 24 inch trên núi Lemmon, AZ. Ảnh của Joseph D. Schulman

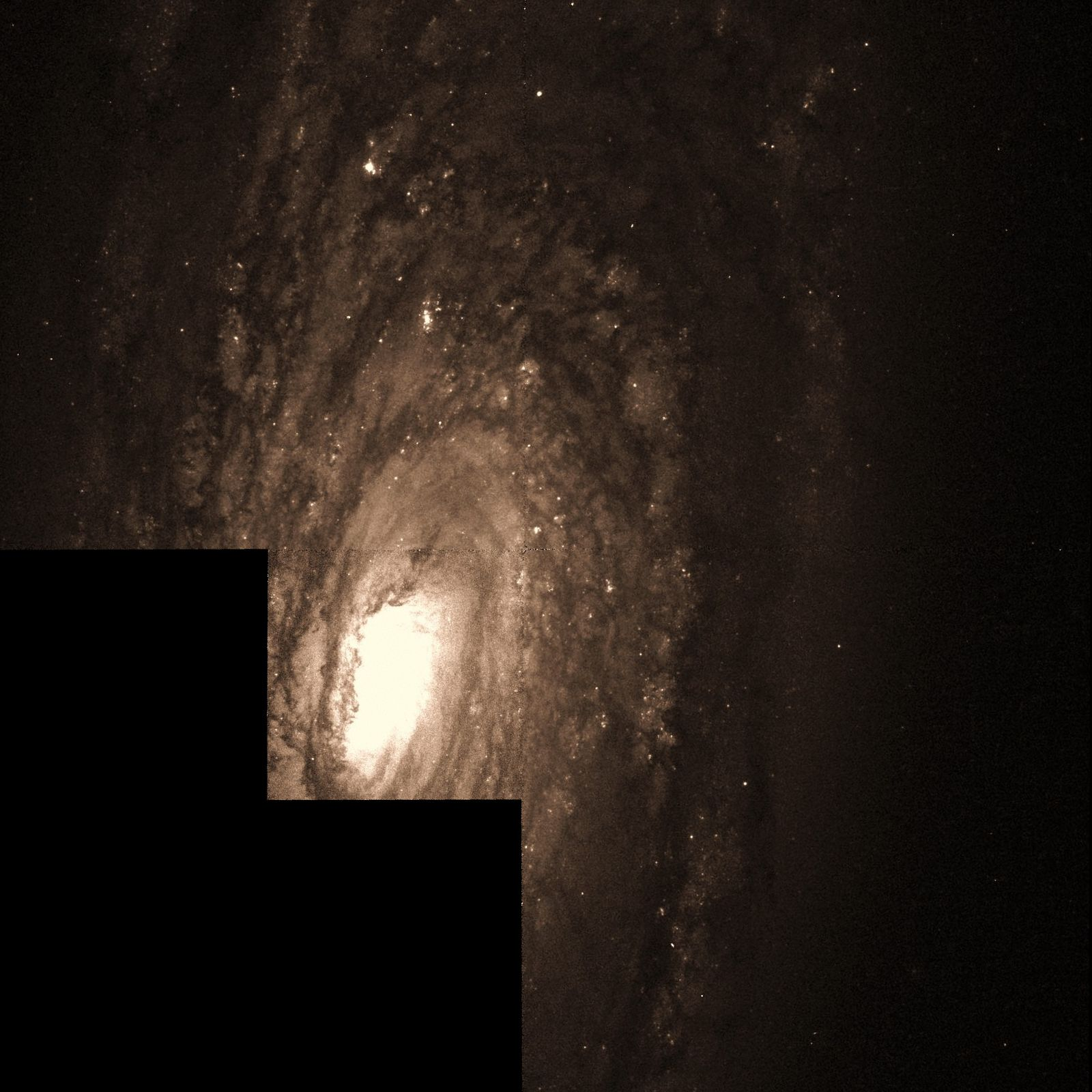
M88 chụp bởi HST

Thiên hà này là một trong 15 thiên thể Messier thuộc về đám thiên hà Virgo. Nó được đánh số 1401 trong danh lục Đám Virgo (VCC) của 2096 thiên hà thuộc về đám thiên hà này. Có khả năng là thiên hà này quay trên một quỹ đạo elip xung quanh trung tâm của đám Virgo, đó là thiên hà elip khổng lồ M87. NGC 4501 hiện tại cách trung tâm đám khoảng 0,3–0,48 triệu parsec và sẽ tiến đến gần trung tâm nhất trong khoảng 200-300 triệu năm nữa. Chuyển động của thiên hà này trong môi trường liên thiên hà tạo ra một áp suất đẩy và đang tước đi khí hydron trung hòa ở vùng bên ngoài. Sự tước khí hydro này đã được xác định dọc theo hướng đông của cạnh thiên hà.
Mặt phẳng thiên hà nghiêng 64° so với phương nhìn của chúng ta. Thiên hà được phân loại thành kiểu xoắn ốc Sbc, tức là cấu trúc xoắn ốc nằm giữa kiểu Sb (có nhánh xoắn ốc nhìn rõ) và Sc (có nhánh xoắn ốc xếp thưa hơn Sb). Cấu trúc các nhánh xoắn ốc rất đều đặn và đều xoắn hướng về tâm. Tốc độ quay lớn nhất của khí trong thiên hà là 241,6 ± 4,5 km/s.
Thiên hà này cũng được phân loại thành thiên hà Seyfert kiểu 2, tức là nó tạo ra các vạch phổ phát xạ hẹp do khí bị ion hóa mạnh trong vùng trung tâm thiên hà. Trong vùng lõi có một vùng trung tâm với đường kính khoảng 230 parsec, người ta thu được 2 đỉnh bước sóng mạnh nhất. Vùng tập trung này được hình thành từ các nhánh xoắn ốc. Có một lỗ đen siêu khối lượng ở tâm thiên hà với khối lượng 107.9 khối lượng Mặt Trời, hay 80 triệu lần khối lượng Mặt Trời.
Năm 1999, supernova 1999cl đã được phát hiện ở thiên hà này.

## Gallery

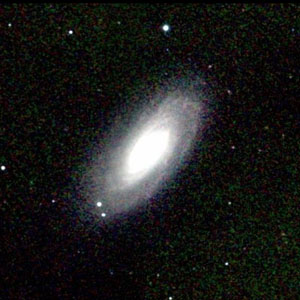
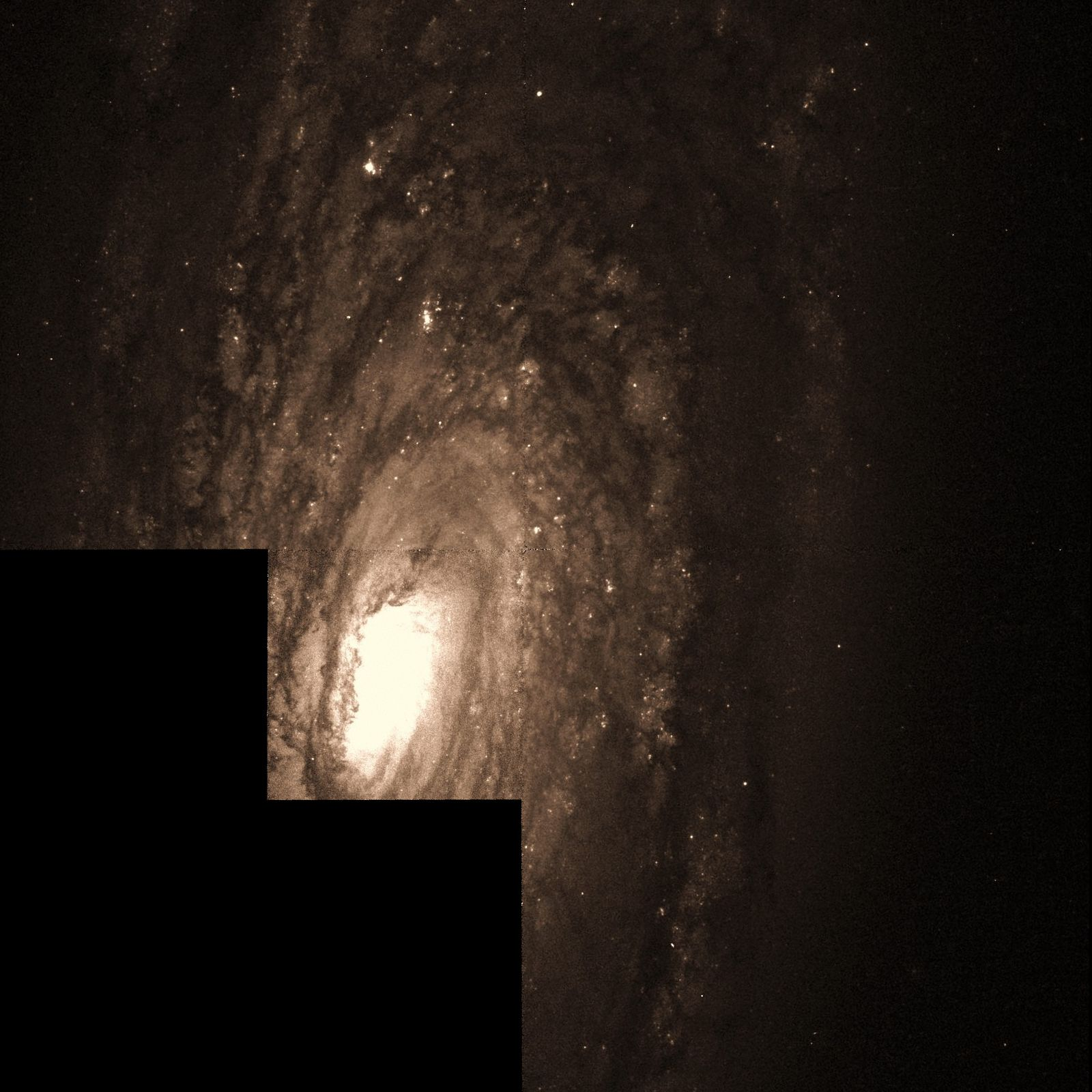
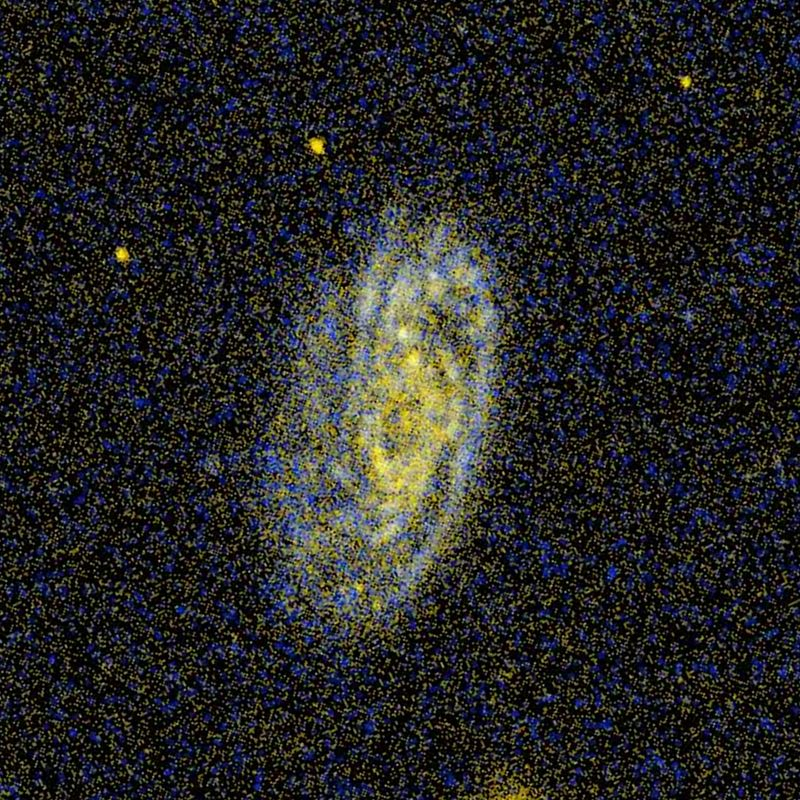
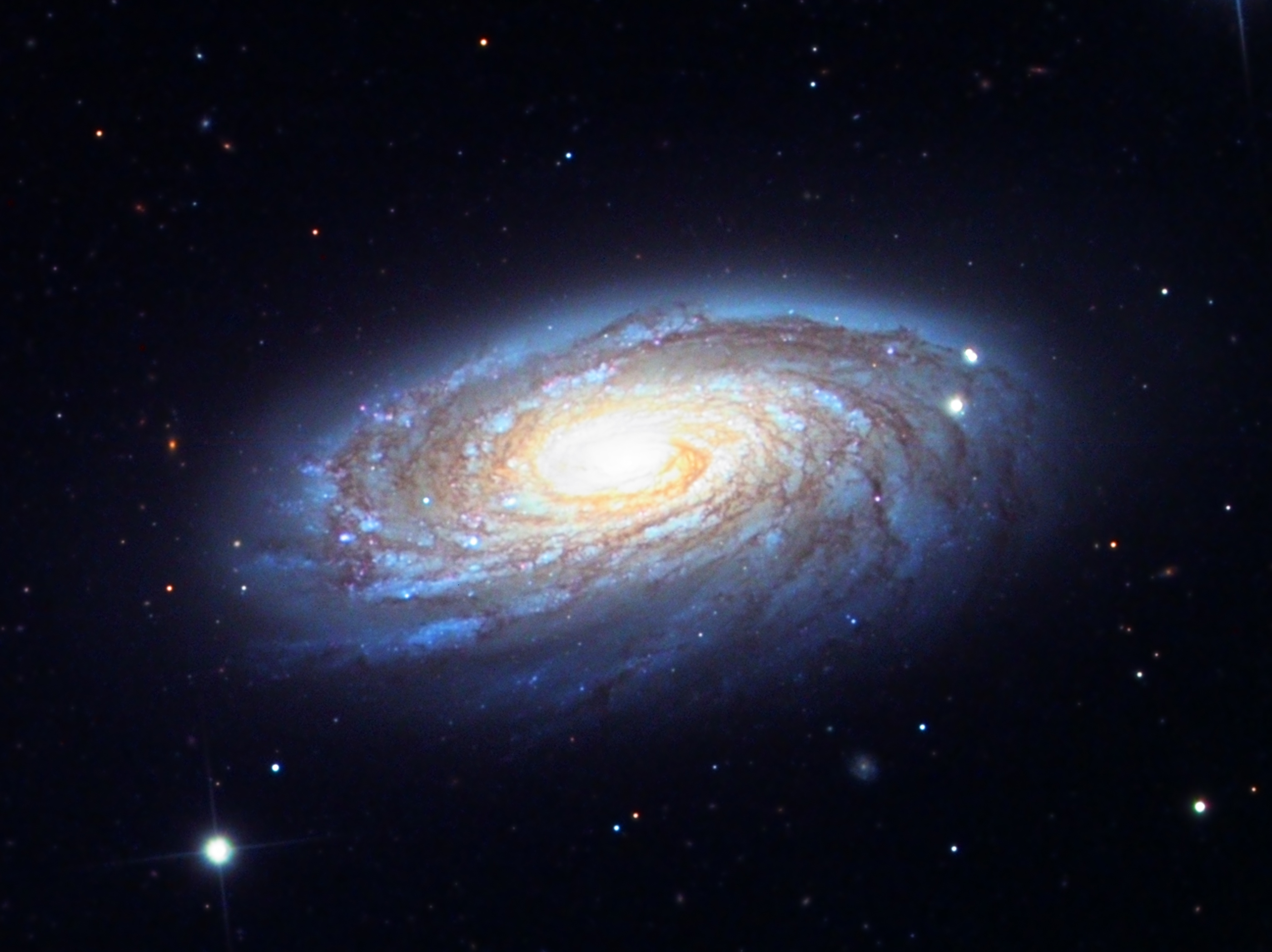
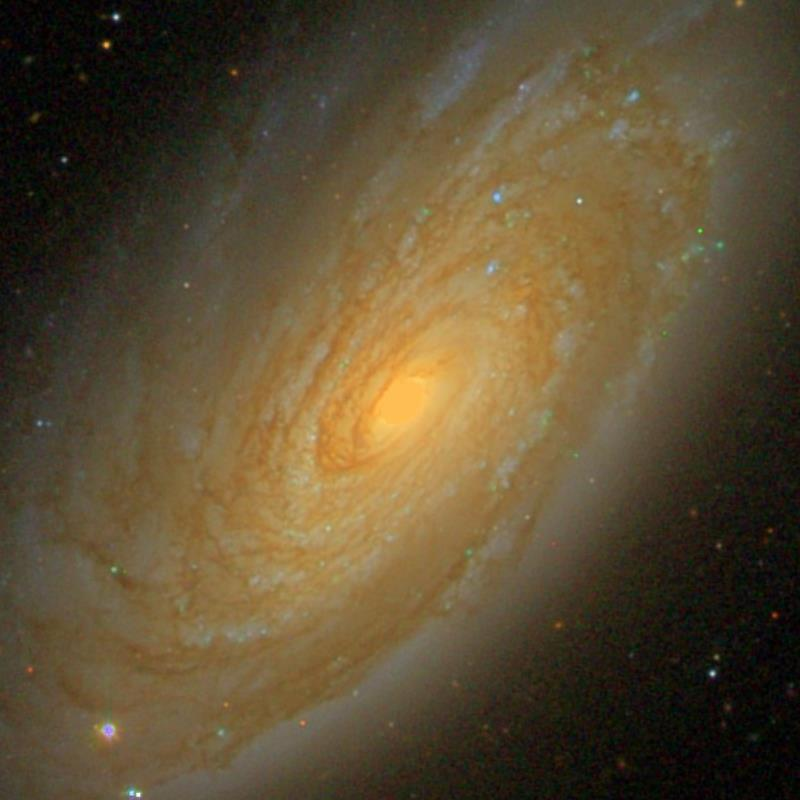
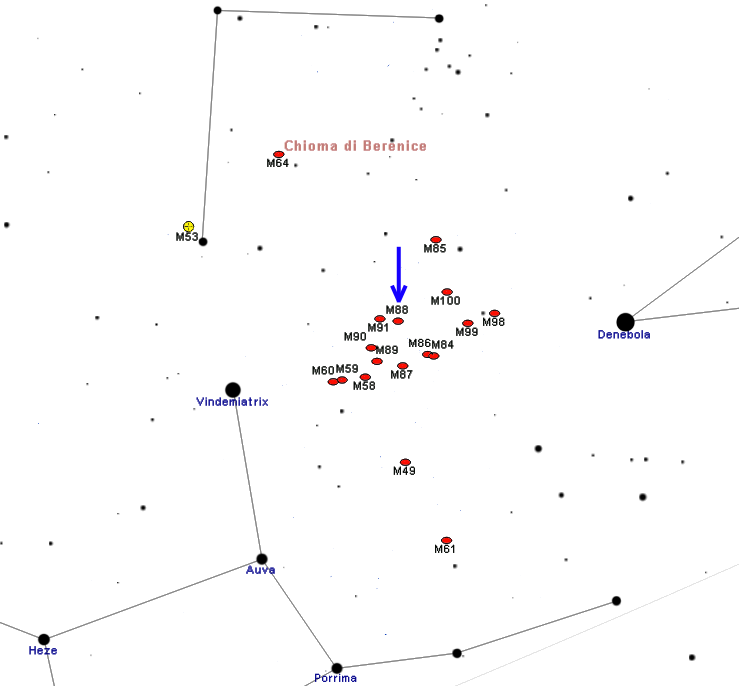
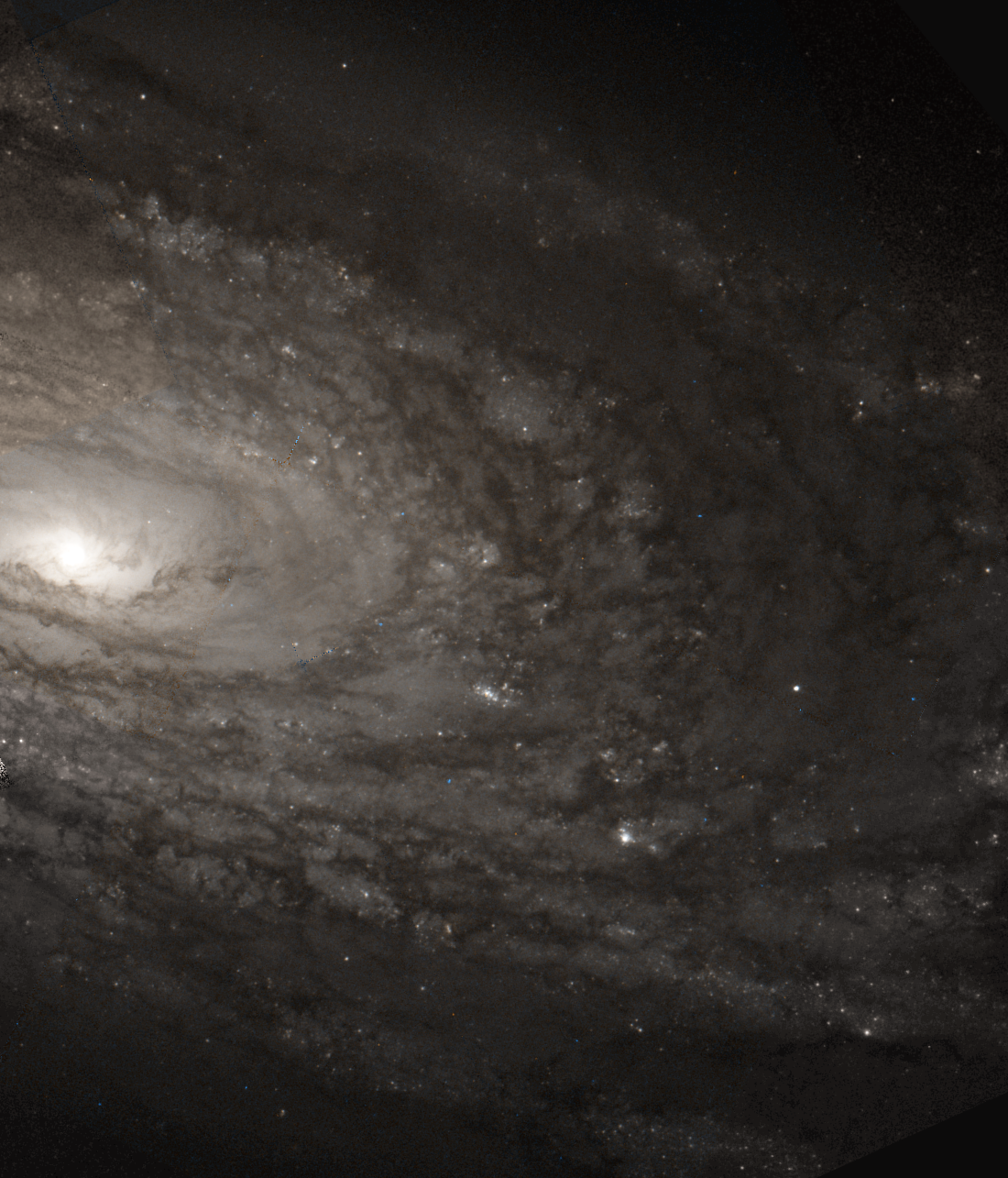